# Serie A (Ecuador)
La Serie A, nota anche con il nome commerciale LigaPro Ecuabet, è la massima serie del campionato ecuadoriano di calcio nonché la principale competizione calcistica dell'Ecuador. Istituita nel 1957, comprende 16 squadre.
Il campionato ecuadoriano occupa attualmente il 10º posto del ranking mondiale dei campionati stilato annualmente dall'IFFHS (il 4º posto a livello continentale), pertanto è considerato una delle leghe calcistiche più competitive del Sudamerica.

## Squadre
Stagione 2023.
| Squadra                 | Città     | Stadio                                     | Capienza |
| ----------------------- | --------- | ------------------------------------------ | -------- |
| Aucas                   | Quito     | Gonzalo Pozo Ripalda                       | 21 689   |
| Barcelona SC            | Guayaquil | Monumental Banco Pichincha                 | 57 267   |
| Cumbayá                 | Quito     | Olimpico Atahualpa                         | 35 258   |
| Delfín                  | Manta     | Jocay                                      | 17 834   |
| Deportivo Cuenca        | Cuenca    | Alejandro Serrano Aguilar Banco del Austro | 16 540   |
| El Nacional             | Quito     | Olimpico Atahualpa                         | 35 258   |
| Emelec                  | Guayaquil | Arena Banco del Pacífico                   | 40 020   |
| Gualaceo                | Azogues   | Jorge Andrade Cantos                       | 14 000   |
| Guayaquil City          | Guayaquil | Christian Benítez Betancourt               | 10 152   |
| Independiente del Valle | Sangolquí | Rumiñahui                                  | 7 233    |
| LDU Quito               | Quito     | Rodrigo Paz Delgado                        | 41 575   |
| Libertad                | Loja      | Stadio Reina del Cisne                     | 14 935   |
| Mushuc Runa             | Ambato    | Mushuc Runa                                | 6 000    |
| Orense                  | Machala   | 9 maggio                                   | 16 456   |
| Téc. Universitario      | Ambato    | Bellavista                                 | 16 467   |
| Universidad Católica    | Quito     | Olimpico Atahualpa                         | 35 258   |

## Albo d'oro
| Anno          | Vincitore               | Secondo                 | Miglior marcatore            | Gol | Club                                |
| ------------- | ----------------------- | ----------------------- | ---------------------------- | --- | ----------------------------------- |
| 1957          | Emelec                  | Barcelona SC            | Simón Cañarte                | 4   | Barcelona SC                        |
| 1960          | Barcelona SC            | Emelec                  | Enrique Cantos               | 8   | Barcelona SC                        |
| 1961          | Emelec                  | Patria                  | Galo Pinto                   | 12  | Everest                             |
| 1962          | Everest                 | Barcelona SC            | Íris                         | 9   | Barcelona SC                        |
| 1963          | Barcelona SC            | Emelec                  | Carlos Alberto Raffo         | 4   | Emelec                              |
| 1964          | Deportivo Quito         | El Nacional             | Jorge Valencia               | 8   | América de Quito                    |
| 1965          | Emelec                  | Nueve de Octubre        | Hélio Cruz                   | 8   | Barcelona SC                        |
| 1966          | Barcelona SC            | Emelec                  | Coutinho                     | 13  | LDU Quito                           |
| 1967          | El Nacional             | Emelec                  | Tom Rodríguez                | 16  | El Nacional                         |
| 1968          | Deportivo Quito         | Barcelona SC            | Víctor Battaini              | 19  | Deportivo Quito                     |
| 1969          | LDU Quito               | América de Quito        | Francisco Bertocchi          | 26  | LDU Quito                           |
| 1970          | Barcelona SC            | Emelec                  | Rosendo León                 | 19  | Macará                              |
| 1971          | Barcelona SC            | América de Quito        | Alfonso Obregón              | 18  | LDU Portoviejo                      |
| 1972          | Emelec                  | El Nacional             | Nelsinho                     | 24  | Barcelona SC                        |
| 1973          | El Nacional             | Universidad Católica    | Ángel Marín                  | 18  | América de Quito                    |
| 1974          | LDU Quito               | El Nacional             | Ángel Liciardi               | 19  | Deportivo Cuenca                    |
| 1975          | LDU Quito               | Deportivo Cuenca        | Ángel Liciardi               | 36  | Deportivo Cuenca                    |
| 1976          | El Nacional             | Deportivo Cuenca        | Ángel Liciardi               | 35  | Deportivo Cuenca                    |
| 1977          | El Nacional             | LDU Quito               | Fabián Paz y Miño            | 27  | El Nacional                         |
| 1978          | El Nacional             | Téc. Universitario      | Juan José Pérez              | 24  | LDU Portoviejo                      |
| 1979          | Emelec                  | Universidad Católica    | Carlos Miori                 | 26  | Emelec                              |
| 1980          | Barcelona SC            | Téc. Universitario      | Miguel Ángel Gutiérrez       | 26  | América de Quito                    |
| 1981          | Barcelona SC            | LDU Quito               | Paulo César                  | 25  | LDU Quito                           |
| 1982          | El Nacional             | Barcelona SC            | José Villafuerte             | 25  | El Nacional                         |
| 1983          | El Nacional             | Nueve de Octubre        | Paulo César                  | 28  | Barcelona SC                        |
| 1984          | El Nacional             | Nueve de Octubre        | Sergio Saucedo               | 25  | Deportivo Quito                     |
| 1985          | Barcelona SC            | Deportivo Quito         | Juan Carlos de Lima Guga     | 24  | Universidad Católica Esmeraldas     |
| 1986          | El Nacional             | Barcelona SC            | Juan Carlos de Lima          | 23  | Deportivo Quito                     |
| 1987          | Barcelona SC            | Filanbanco              | Ermen Benítez                | 24  | El Nacional                         |
| 1988          | Emelec                  | Deportivo Quito         | Janio Pinto                  | 18  | LDU Quito                           |
| 1989          | Barcelona SC            | Emelec                  | Ermen Benítez                | 18  | El Nacional                         |
| 1990          | LDU Quito               | Barcelona SC            | Ermen Benítez                | 33  | El Nacional                         |
| 1991          | Barcelona SC            | Valdez                  | Pedro Emir Varela            | 24  | Delfín                              |
| 1992          | El Nacional             | Barcelona SC            | Carlos Antonio Muñoz         | 19  | Barcelona SC                        |
| 1993          | Emelec                  | Barcelona SC            | Diego Herrera                | 21  | LDU Quito                           |
| 1994          | Emelec                  | El Nacional             | Manuel Uquillas              | 25  | ESPOLI                              |
| 1995          | Barcelona SC            | ESPOLI                  | Manuel Uquillas              | 24  | Barcelona SC                        |
| 1996          | El Nacional             | Emelec                  | Ariel Graziani               | 28  | Emelec                              |
| 1997          | Barcelona SC            | Deportivo Quito         | Ariel Graziani               | 24  | Emelec                              |
| 1998          | LDU Quito               | Emelec                  | Iván Kaviedes                | 43  | Emelec                              |
| 1999          | LDU Quito               | El Nacional             | Christian Botero             | 25  | Macará                              |
| 2000          | Olmedo                  | El Nacional             | Alejandro Kenig              | 25  | Emelec                              |
| 2001          | Emelec                  | El Nacional             | Carlos Alberto Juárez        | 17  | Emelec                              |
| 2002          | Emelec                  | Barcelona SC            | Christian Carnero            | 26  | Deportivo Quito                     |
| 2003          | LDU Quito               | Barcelona SC            | Ariel Graziani               | 23  | Barcelona SC                        |
| 2004          | Deportivo Cuenca        | Olmedo                  | Ebelio Ordóñez               | 24  | El Nacional                         |
| Apertura 2005 | LDU Quito               | Barcelona SC            | Wilson Segura                | 21  | LDU Loja                            |
| Clausura 2005 | El Nacional             | Deportivo Cuenca        | Omar Guerra                  | 18  | Aucas                               |
| 2006          | El Nacional             | Emelec                  | Luis Miguel Escalada         | 29  | Emelec                              |
| 2007          | LDU Quito               | Deportivo Cuenca        | Juan Carlos Ferreyra         | 17  | Deportivo Cuenca                    |
| 2008          | Deportivo Quito         | LDU Quito               | Pablo Palacios               | 20  | Barcelona SC                        |
| 2009          | Deportivo Quito         | Deportivo Cuenca        | Claudio Bieler               | 23  | LDU Quito                           |
| 2010          | LDU Quito               | Emelec                  | Jaime Ayoví                  | 23  | Emelec                              |
| 2011          | Deportivo Quito         | Emelec                  | Narciso Mina                 | 28  | Independiente José Terán            |
| 2012          | Barcelona SC            | Emelec                  | Narciso Mina                 | 30  | Barcelona SC                        |
| 2013          | Emelec                  | Independiente del Valle | Federico Nieto               | 29  | Deportivo Quito                     |
| 2014          | Emelec                  | Barcelona SC            | Armando Wila                 | 20  | Universidad Católica                |
| 2015          | Emelec                  | LDU Quito               | Daniel Angulo Miller Bolaños | 25  | Independiente del Valle Emelec      |
| 2016          | Barcelona SC            | Emelec                  | Maximiliano Barreiro         | 26  | Delfín                              |
| 2017          | Emelec                  | Delfín                  | Hernán Barcos                | 21  | LDU Quito                           |
| 2018          | LDU Quito               | Emelec                  | Jhon Cifuente                | 37  | Universidad Católica                |
| 2019          | Delfín                  | LDU Quito               | Luis Amarilla                | 19  | LDU Quito                           |
| 2020          | Barcelona SC            | LDU Quito               | Cristian Martínez Borja      | 24  | LDU Quito                           |
| 2021          | Independiente del Valle | Emelec                  | Jonatan Bauman               | 26  | Mushuc Runa Independiente del Valle |
| 2022          | Aucas                   | Barcelona SC            | Francisco Fydriszewski       | 15  | Aucas                               |
| 2023          | LDU Quito               | Independiente del Valle | Miguel Parrales              | 16  | Guayaquil City                      |
| 2024          | LDU Quito               | Independiente del Valle | Alex Arce                    | 28  | LDU Quito                           |

## Vittorie per squadra
| Squadra                 | Vittorie | Secondi posti |
| ----------------------- | -------- | ------------- |
| Barcelona SC            | 16       | 13            |
| Emelec                  | 14       | 15            |
| El Nacional             | 13       | 7             |
| LDU Quito               | 13       | 6             |
| Deportivo Quito         | 5        | 3             |
| Deportivo Cuenca        | 1        | 5             |
| Independiente del Valle | 1        | 3             |
| Delfín                  | 1        | 1             |
| Olmedo                  | 1        | 1             |
| Everest                 | 1        | 0             |
| Aucas                   | 1        | 0             |